# فيليبي فيلالبا
فيليبي فيلالبا (بالإسبانية: Felipe Villalba) هو لاعب كرة قدم باراغواياني في مركز الوسط، ولد في 14 مارس 1985 في General Higinio Morínigo ‏ في باراغواي. لعب مع Universitario de Pando ‏.

## وصلات خارجية
- فيليبي فيلالبا على موقع قاعدة بيانات كرة القدم.إي يو (الإنجليزية)
- فيليبي فيلالبا على موقع Soccerway.com (الإنجليزية)